# Crisis constitucional australiana de 1975

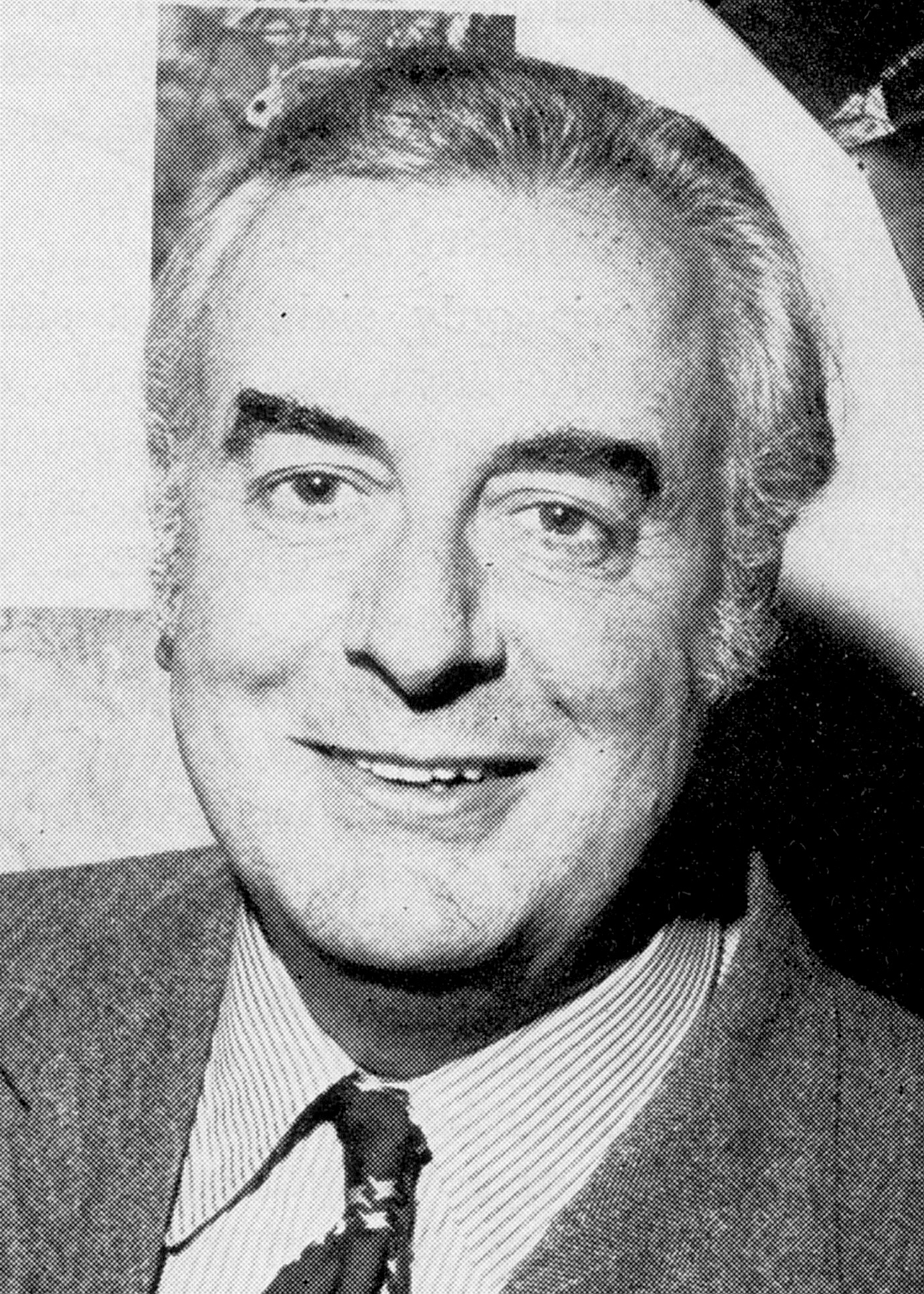
Primer ministro Gough Whitlam.

La Crisis constitucional australiana de 1975 (a veces denominada en inglés: "the Dismissal") ha sido descrita como la crisis política y constitucional más grande en la Historia de Australia, y que culminó el 11 de noviembre de 1975 con la destitución del Primer ministro Gough Whitlam del Partido Laborista Australiano (ALP de sus siglas en inglés: Australian Labor Party), por parte del Gobernador General Sir John Kerr, quien designa al líder opositor Malcolm Fraser como primer ministro del gobierno de transición.
El gobierno laborista de Whitlam había sido elegido en 1972 con una pequeña mayoría en la Cámara de Representantes, pero con el Senado bajo el control de la oposición. En otra elección realizada en 1974 resultó en un pequeño cambio del estatu quo. Mientras que el gobierno de Whitlam introdujo varias políticas y programas nuevos, también era sacudido por escándalos y malos cálculos políticos. En octubre de 1975, la oposición utilizó su control en el Senado para aplazar la moción legislativa de mayor gasto fiscal (llamada loss of supply), que financiaría las operaciones gubernamentales y que había sido aprobada por la Cámara de representantes. La oposición señalaba que continuarían realizando aplazamientos a menos que Whitlam llamara a elecciones para la Cámara de representantes e instaban a Kerr a destituir a Whitlam si no concordaba con su demanda. Whitlam creía que Kerr no lo destituiría, mientras que Kerr no hizo nada que indicara lo contrario.
El 11 de noviembre de 1975, Whitlam intenta llamar a elecciones de medio término para el Senado en un intento por quebrar el punto muerto. Cuando solicita la aprobación de Kerr para dicha elección, en vez de realizar dicha acción, Kerr lo destituye como primer ministro, y de inmediato instala a Fraser en su puesto. Actuando rápidamente -antes que los parlamentarios del ALP se dieran cuenta del cambio de gobierno- Fraser y sus aliados aseguraron el paso del presupuesto fiscal, y Kerr disuelve el Parlamento invocando el procedimiento constitucional denominado double dissolution, por lo que llama a nuevas elecciones. Fraser y su gobierno en tanto, retornan al gobierno con una mayoría absoluta.